# 中国驻马里大使列表
本列表为中華民國和中華人民共和國驻马里历任大使名录。

## 历任中国驻马里大使

### 中华民国驻马里联邦大使（1960年）
1960年6月20日，中华民国与马里联邦建交，并在联邦首都达喀尔设立大使馆。1960年8月20日，塞内加尔宣布退出联邦，联邦解体为塞内加尔和马里共和国。9月23日，中华民国政府宣布承认两国独立。9月27日，中华民国驻马里联邦大使馆改为驻塞内加尔共和国公使馆，并在马里共和国首都巴马科另设驻马里共和国大使馆。
| 姓名   | 任命          | 到任         | 递交国书 | 免职          | 离任 | 外交衔级 | 外交职务 | 备注               | 备注 |
| ------ | ------------- | ------------ | -------- | ------------- | ---- | -------- | -------- | ------------------ | ---- |
| 陈厚儒 | 1960年6月21日 | 1960年7月9日 |          | 1960年9月27日 |      | 参事     | 临时代办 | 转为驻塞内加尔参事 |      |

### 中华民国驻马里共和国大使（1960年）
1960年9月27日，中华民国驻马里联邦大使馆改为驻塞内加尔共和国公使馆，并在马里共和国首都巴马科设立驻马里共和国大使馆。10月21日，中华民国宣布与马里共和国断交，并于次日关闭驻马里大使馆。
| 姓名   | 任命          | 到任          | 递交国书 | 免职 | 离任           | 外交衔级 | 外交职务 | 备注 | 备注 |
| ------ | ------------- | ------------- | -------- | ---- | -------------- | -------- | -------- | ---- | ---- |
| 芮正皋 | 1960年9月27日 | 1960年9月27日 |          |      | 1960年10月22日 | 参事     | 临时代办 |      |      |

### 中华人民共和国驻马里共和国大使（1961年至今）
1960年10月25日，中华人民共和国与马里建交。
| 姓名   | 任命           | 任命           | 到任           | 递交国书       | 免职           | 免职           | 离任          | 外交衔级 | 外交职务     | 备注     |
| 姓名   | 全国人大常委会 | 主席           | 到任           | 递交国书       | 全国人大常委会 | 主席           | 离任          | 外交衔级 | 外交职务     | 备注     |
| ------ | -------------- | -------------- | -------------- | -------------- | -------------- | -------------- | ------------- | -------- | ------------ | -------- |
| 田志东 | 不適用         | 不適用         | 1961年1月7日   | 1961年1月18日  | 不適用         | 不適用         | 1961年3月     | 参赞     | 临时代办     | 筹备开馆 |
| 赖亚力 | 1960年12月14日 | 1961年1月3日   | 1961年3月8日   | 1961年3月17日  | 1965年2月20日  | 1965年5月13日  | 1965年4月23日 | 大使     | 特命全权大使 |          |
| 马子卿 | 1965年2月20日  | 1965年5月13日  | 1965年6月11日  | 1965年6月25日  | 不適用         | 不適用         | 1966年12月    | 大使     | 特命全权大使 |          |
| 刘和林 | 不適用         | 不適用         | 1967年         | 不適用         | 不適用         | 不適用         | 1969年        | 参赞     | 临时代办     |          |
| 冯越   | 不適用         | 不適用         | 1969年         | 不適用         | 不適用         | 不適用         | 1970年        |          | 临时代办     |          |
| 孟钺   | 不適用         | 不適用         | 1970年4月21日  | 1970年4月25日  | 1976年12月2日  | 不適用         | 1975年7月6日  | 大使     | 特命全权大使 |          |
| 樊作楷 | 1976年12月2日  | 不適用         | 1975年9月12日  | 1975年9月19日  | 1979年4月3日   | 不適用         | 1978年12月    | 大使     | 特命全权大使 |          |
| 杜易   | 1979年2月23日  | 不適用         | 1979年5月      | 1979年5月11日  | 1983年3月5日   | 不適用         | 1982年8月16日 | 大使     | 特命全权大使 |          |
| 周海萍 | 1982年11月19日 | 不適用         | 1983年3月      | 1983年4月22日  | 1989年2月21日  | 1989年6月27日  | 1989年6月     | 大使     | 特命全权大使 |          |
| 刘立德 | 1989年2月21日  | 1989年6月27日  | 1989年7月      | 1989年8月1日   | 1993年7月2日   | 1993年8月24日  | 1993年8月     | 大使     | 特命全权大使 |          |
| 武东和 | 1993年7月2日   | 1993年8月24日  | 1993年9月      | 1993年9月3日   | 1995年8月29日  | 1995年12月8日  | 1995年11月    | 大使     | 特命全权大使 |          |
| 李永谦 | 1995年8月29日  | 1995年12月8日  | 1995年11月     | 1995年12月8日  | 1999年4月29日  | 1999年8月13日  | 1999年7月     | 大使     | 特命全权大使 |          |
| 程涛   | 1999年4月29日  | 1999年8月13日  | 1999年8月      | 1999年8月30日  | 2001年4月28日  | 2001年9月11日  | 2001年8月     | 大使     | 特命全权大使 |          |
| 马志学 | 2001年4月28日  | 2001年9月11日  | 2001年8月      | 2001年9月7日   | 2003年4月26日  | 2003年11月18日 | 2003年10月    | 大使     | 特命全权大使 |          |
| 魏文华 | 2003年4月26日  | 2003年11月18日 | 2003年11月     | 2003年12月8日  | 2006年10月31日 | 2007年3月9日   | 2007年1月     | 大使     | 特命全权大使 |          |
| 张国庆 | 2006年10月31日 | 2007年3月9日   | 2007年2月      | 2007年4月2日   | 2010年12月25日 | 2011年4月2日   | 2011年3月     | 大使     | 特命全权大使 |          |
| 曹忠明 | 2010年12月25日 | 2011年4月2日   | 2011年3月31日  | 2011年4月8日   | 2014年8月31日  | 2014年11月19日 | 2014年10月    | 大使     | 特命全权大使 |          |
| 陆慧英 | 2014年8月31日  | 2014年11月19日 | 2014年12月9日  | 2014年12月11日 | 2018年2月24日  | 2018年5月31日  | 2018年4月     | 大使     | 特命全权大使 |          |
| 朱立英 | 2018年2月24日  | 2018年5月31日  | 2018年5月15日  | 2018年5月18日  | 2021年2月28日  | 2021年11月11日 | 2021年4月     | 大使     | 特命全权大使 |          |
| 陈志宏 | 2021年8月20日  | 2021年11月11日 | 2021年10月23日 | 2021年12月16日 |                |                | 2025年6月     | 大使     | 特命全权大使 |          |